# Ona tańczyła jedno lato
Ona tańczyła jedno lato (szw. Hon dansade en sommar) – szwedzki film  z 1951 roku w reżyserii Arne Mattssona. 